# 圣樊尚 (上加龙省)
圣樊尚（法語：Saint-Vincent，法語發音：[sɛ̃ vɛ̃sɑ̃]）是法国上加龙省的一个市镇，属于图卢兹区。

## 地理
圣樊尚（43°26'23"N, 1°45'29"E）面积3.07 平方千米，位于法国奧克西塔尼大區上加龙省，该省份为法国西南部内陆省份，西南端与西班牙接壤，自此顺时针与上比利牛斯省、热尔省、塔恩-加龙省、塔恩省、奥德省和阿列日省接壤。
与圣樊尚接壤的市镇（或旧市镇、城区）包括：塞萨勒、博维尔、吕镇、格拉斯河畔特雷邦、瓦莱格。

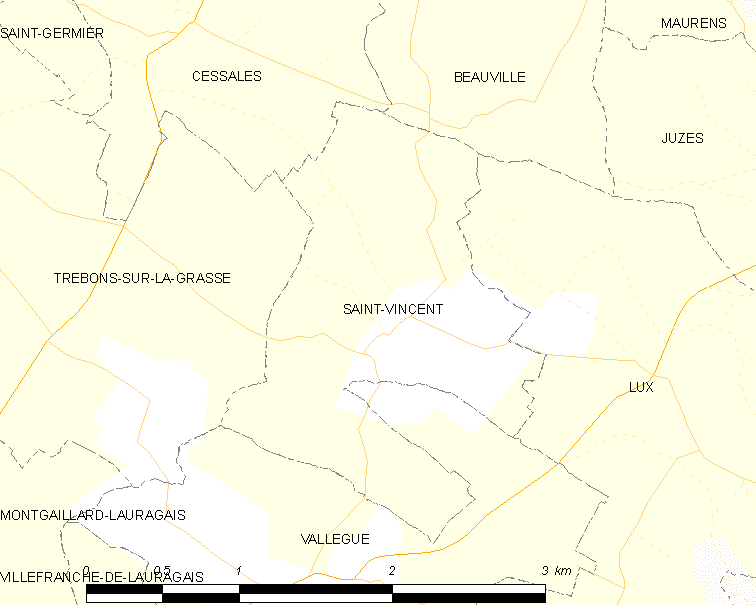
的OSM定位图

圣樊尚的时区为UTC+01:00、UTC+02:00（夏令时）。

## 行政
圣樊尚的邮政编码为31290，INSEE市镇编码为31519。

## 政治
圣樊尚所属的省级选区为勒韦勒县。

## 人口

1962-2008年间人口变化图示

圣樊尚于2022年1月1日时的人口数量为213人。